# Озеро Вадень
Озеро Вадень — гидрологический памятник природы общегосударственного значения, расположенный на юго-востоке Новгород-Северского района на правом берегу Десны (Черниговская область, Украина). Статус «памятника природы» озеро получило 20 августа 1996 года. Площадь — 20 га. Находится под контролем Кудлаевского сельсовета.

## История
Статус «памятника природы» был присвоен озеру Указом Президента Украины от 20 августа 1996 года № 715/96.

## Описание
Создан для охраны одноименного озера в пойме Десны, где растут редкие чилим и болотоцветник щитолистый. Озеро Вадень — бывшая старица Десны, которая соединена с ней протокой шириной до 2 м. Глубина 2-5 м.
Ближайший населённый пункт — село Кудлаевка Новгород-Северского района Черниговской области Украины, город — Новгород-Северский.

## Природа
Присутствуют значительные песчано-илистые отложения, озеро имеет низкие пологие берега, окружённые полосами прибрежно-водной растительности. За уровнем трофности оно относится к группе эвтрофных водоёмов. Высшая водная растительность развита очень хорошо и окружает озеро, образовывает полосу. Она представлена сообществами прибрежно-водных группировок, которые окружают озеро вдоль восточных берегов, и сообществами настоящей водной растительности, которые преобладают на юго-востоке.
Среди водной растительность по площади преобладают сообщества плауна широколиственного (Nymphoides peltata), чилима (Trapa natans) и кувшинки снежно-белой (Nymphaea candida).
Среди сообществ растений погружённых в воду присутствуют ценозы (сообщества) формаций рдеста блестящего (Potamogeton lucens), которые формируются как илисто-песчаные и песчаные отложения. Кроме доминирующего вида, покрытие которого составляет до 40 %, встречаются также и другие водные виды, прежде всего роголистник тёмно-зелёный (Ceratophyllum demersum), элодея канадская (Elodea canadensis), уруть колосистая (Myriophyllum spicatum), толорез алоэвидный (Stratiotes aloides), ряска маленькая (Lemna minor), ряска трёхдольная (L. trisulca), ряска многокоренная (Spirodela polyrrhiza).
Прибрежно-водная растительность озера Вадень представлена сообществами с доминированием осоки острой и манника большого. Остроосоковые сообщества являются монодоминантными, они широко распространены вдоль береговой линии в виде полосы. Строение этих сообществ простое — одноярусное — до 80 % проективного покрытия приходится на доминант. Среди других видов гигрофильного разнотравья следует отметить частуху подорожниковую (Alisma planlago-aquatica), сабельника болотного (Comarum palustre), манника болотного (Galium palustre), мята водяная (Metha aquatica). Сообщества манника большого (Glyceria maxima) образовывают как монодоминантные группирования, так и группирования с доминированием рогоза узколистого (Typha angustifolia). Виды, встречаемые в сообществе манника, поручейник широколистный (Sium latifolium), аир обыкновенный (Acorus calamus), ирис болотный (Iris pseudacorus), частуху обыкновенную (подорожник водный) (Alisma plantago-aquatica).
Виды, занесённые в Красную книгу Украины: чилим и болотоцветник широколистый; в Зелёную книгу Украины: сообщества болотоцветника широколиственного, чилима и кувшинки снежно-белой.